# Franz Wenzel Schwarz

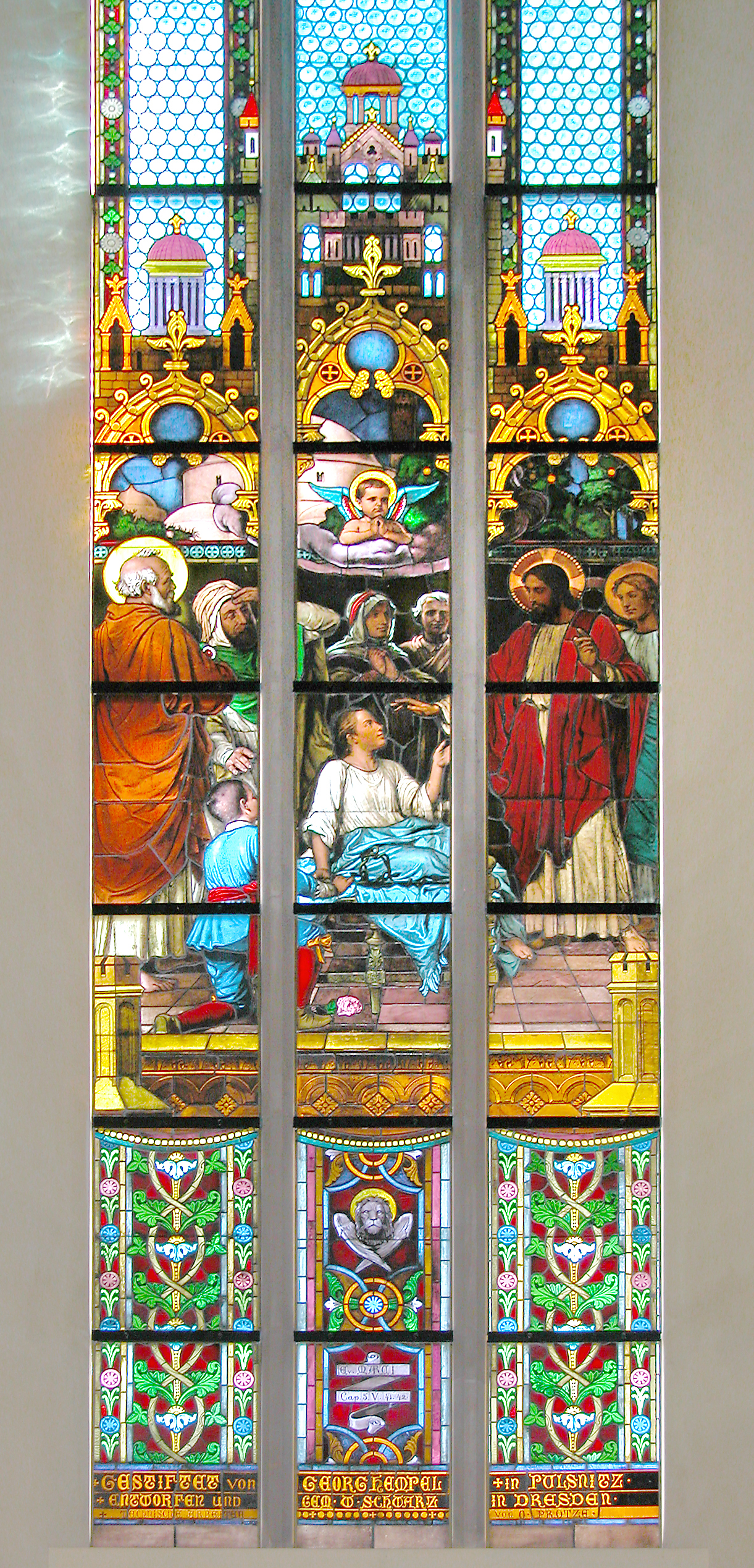
Pulsnitz St.-Nikolai-Kirche Chorfenster, Wenzel Schwarz, 1894

Franz Wenzel Schwarz (genannt Wenzel-Schwarz) (* 24. Oktober 1842 in Spittelgrund, Böhmen; † 31. Mai oder 1. Juni 1919 in Dresden) war ein deutsch-böhmischer Historienmaler, Porträtmaler und Glasmaler.

## Leben und Wirken
Franz Wenzel Schwarz wurde in Spittelgrund Nr. 3 bei Grottau an der Neiße in Nordböhmen geboren. Er war der zweite Sohn des Feldgärtners Wenzel Schwarz und der Anna Bernert. Er wurde im römisch-katholischen Glaubensbekenntnis in der Pfarrkirche St. Bartholomäus zu Grottau getauft.
Es waren 5 Brüder der 16 Kinder, welche künstlerische Berufe innehatten. Vier waren im Bildhauer-Gewerbe tätig (Franz Schwarz und Joseph Schwarz sowie Anton Schwarz und Adolf Schwarz). Der Bischof von Dresden-Bautzen, ihr Onkel Franz Bernert, finanzierte und förderte ihre Ausbildung und sorgte für ein Studium.
Wenzel Schwarz selbst war Historien-, Porträt- und Glasmaler. Er war ursprünglich zum Priester bestimmt und kam mit 9 Jahren zu seinem Onkel. Wie sich später zeigte, war er jedoch dem Künstlerberufe mehr zugetan. Er studierte erst von 1856 bis 1867 an der Akademie der Bildenden Künste in Dresden u. a. bei Julius Schnorr von Carolsfeld und wurde 1863 sowie 1865 mit der großen Silbermedaille der Akademie ausgezeichnet. Ab 1869 war er Mitglied der Genossenschaft der bildenden Künstler Wiens im Künstlerhaus. In den Jahren 1872/1873 studierte er an der Kunstakademie in Antwerpen bei Joseph van Lerius. Insgesamt sieben Jahre studierte er an der Kunstakademie Wien. Er war hier in den Jahren 1867–1872 bei Christian Ruben für zehn Semester für Malerei eingeschrieben und von 1873 bis 1875 für vier Semester bei Anselm Feuerbach für Historienmalerei im Studium. In dieser Zeit erhielt er 1874 den österreichischen Staatspreis des Ministeriums für sein Werk Sängerkrieg auf der Wartburg.
Er arbeitete zudem in München, Brüssel, Brügge und ab 1876 in Dresden. In den Jahren 1882, 1886, 1893 und 1895 reiste er nach Italien, Nordafrika, Spanien und Dalmatien.
1876 wird Wenzel Schwarz erstmals in einem Künstlerlexikon erwähnt. Er schuf bis in die Mitte der 1870er Jahre bereits viele Werke, die sich trotz der relativen Unbekanntheit gut verkauften. Er malte zahlreiche Porträts, mehrere Bischöfe, Äbte, Gelehrte, höhere Beamte, Fabrikanten sowie viele Kinder- und Frauenporträts. Er war Mitglied der Deutschen und der Dresdner Kunstgenossenschaft. Zudem war er von 1883 bis 1885 und von 1890 bis 1899 Mitglied des „Vereins für Kirchliche Kunst im Königreich Sachsen“. Bis zu seinem 70. Geburtstag hatte er zahlreiche Kirchen in Sachsen und Thüringen mit Gemälden u. a. auch auf Wand und Glas ausgestattet. Seit ca. 1900 bis etwa 1912 schuf er hauptsächlich Genre- und Porträtbilder, welche er von Amerika bis nach Russland und in weiten Teilen Europas verkaufte. In der Zeit von 1912 bis 1918 widmete er sich Kopieraufträgen von Gemälden der Gemäldegalerie Alte Meister in Dresden.

## Werke

### Kunstwerke in Kirchen
- 1863: Grottau, Ölgemälde „Maria vor dem Leichnam Christi“ bzw. „Pietà“: Die Kirche des Hl. Bartholomäus kann als Heimatkirche der aus Spittelgrund stammenden Schwarz-Brüder betrachtet werden. Auch sie erhielt mehrere Gemälde von Wenzel Schwarz sowie zwei Statuen von Franz Schwarz.[7]
- 1868: Reichenau (heute Bogatynia – Polen) in der Marienkirche, Ölgemälde der „unbefleckten Empfängnis Maria“:  In der Kirche zu Reichenau über dem Hauptaltar befindet sich sein Gemälde der unbefleckten Empfängnis Maria. In der gleichen Kirche befindet sich am Turm über dem Haupteingang der Kirche eine 18 Zentner schwere, lebensgroße Christusstatue nach Thorwaldsen ausgeführt von seinem Bruder Franz Schwarz.[12][13]
- 1868: Pirna in der katholischen Pfarrkirche St. Kunigunde, Altarbild mit dem Titel „Die Kaiserin Kunigunde entsagt der Krone“. Signatur lautet „Wien, Schwarz, 1868“.[14][15][16]
- 1878: Dresden im Bischöflichen Ordinariat: „Heiliges Abendmahl“: Öl auf Leinwand, 350 × 210 cm, Signum unten rechts mit „Schwarz F.W.“ Ursprünglich ist es für das Kloster St. Marienstern in Panschwitz-Kuckau bei Kamenz geschaffen worden.
- 1883: Radeberg: Katholische Pfarrkirche St. Laurentius, Altarbild „St. Laurentius“: Es ist derzeit in der Kirche eingelagert in einem Schrank und gut erhalten.[17]
- 1884: Dorfkirche Großdobritz, zwei Wandgemälde „Lasset die Kindlein zu mir kommen“ und „Abendmahl“ sowie eine Fensterrose mit „Christus als Weltheiland thronend“. Der Kirchenbau stammt vom Architekten Gotthilf Ludwig Möckel, welcher auch mit den Brüdern Franz und Adolf Schwarz zusammengearbeitet hatte. Beide Wand- bzw. Altargemälde sind restauriert und sehr gut erhalten. Am linken Gemälde befindet sich die Signatur mit Wenzel Schwarz 1884. Das Fenster wurde 1945 unter Beschuss zerstört. Das jetzige Fenster ist andersartig gestaltet.[4][18][19][20][21]
- Bautzen, Dom St. Petri:[1][22]
  - 1861: Porträt Bischof Joseph Dittrich nach einer Lithographie[4][23]
  - 1877: Porträt Bischof Franz Bernert
  - 1881: „Die Einsetzung des hl. Abendmahles“: Dieses großformatige Gemälde mit der Darstellung des Letzten Abendmahls erwarb das Kollegiatstift für 10.000 Mark. Das Bild zeigt Christus ist mit seinen Jüngern um einen Tisch versammelt. Es hatte ursprünglich seinen Platz an der Nordseite des Chroumganges, wurde aber bei Restaurierungsarbeiten in den 1950er-Jahren entfernt und an das Kloster St. Marienstern ausgeliehen. 1972 kam das Gemälde nach Bautzen zurück und wurde 1980 über dem nördlichen Doppelportal vom Dom angebracht.
  - 1885: „Die Schlüsselübergabe des Petrus“: Das Werk ersetzte das von Giovanni Antonio Pellegrini gemalte Bild am Hochaltar. Im Gegensatz zu Pellegrini, in dem die Schlüsselübergabe im Zentrum steht, fokussiert sich Wenzel Schwarz auf den Heiland selbst. Der Stil der Werke unterscheidet sich deutlich. Vermutlich passte Pellegrini nicht in die Zeit Ende des 19. Jahrhunderts. In den 1950er-Jahren wurden die Werke wieder ausgetauscht und Pellegrini bekam den Platz zurück. Das Werk von Wenzel Schwarz wurde, wie das Abendmahlgemälde auch, an das Kloster St. Marienstern ausgeliehen, bis es in jüngerer Zeit bei erneuten Restaurierungsarbeiten wieder einen Platz im Dom von Bautzen auf der Rückseite des Hauptaltars erhielt.
- 1889: Mittweida, fünf Glasgemälde in der Evangelisch-Lutherischen Kirche „Unser Lieben Frauen“ in Mittweida: „Maria mit dem Kind, Mohrenkönig und Hirten“, „Christuskopf und zwei anbetende Engel“, „Moses, Elias und Johannes der Täufer“ und zwei Fenster mit den „Vier Evangelisten“.[4][20][24]
- 1890: Zittau, Kirche Mariä Heimsuchung, drei Glasgemälde: Im Innenraum befinden sich über dem Altarkruzifix von Wenzels Bruder Franz Schwarz drei Buntglasfenster, für welche Wenzel Schwarz die Vorlagen schuf.[25] Es ist noch zu erwähnen, dass sein Onkel Bischof Franz Bernert 1883 den Grundstein für die Kirche legte.
- 1891: Bad Langensalza in der Marktkirche St. Bonifacii, ein Glasgemälde „Die Auferstehung Christi“[26]
- 1894: Pulsnitz in der evangelischen Stadtkirche St. Nikolai, ein Glasgemälde „Die Erweckung der zwölfjährigen Tochter des Jaïrus“ („Jairi Töchterlein“). Das Apsisfenster (8 m × 2 m) wurde vom Gutsbesitzer Georg Hempel aus Ohorn aus Dankbarkeit für die unerwartete Genesung seiner schwer kranken Tochter gestiftet. Die Aufstellung erfolgte im Juni 1894.[4][27][20]

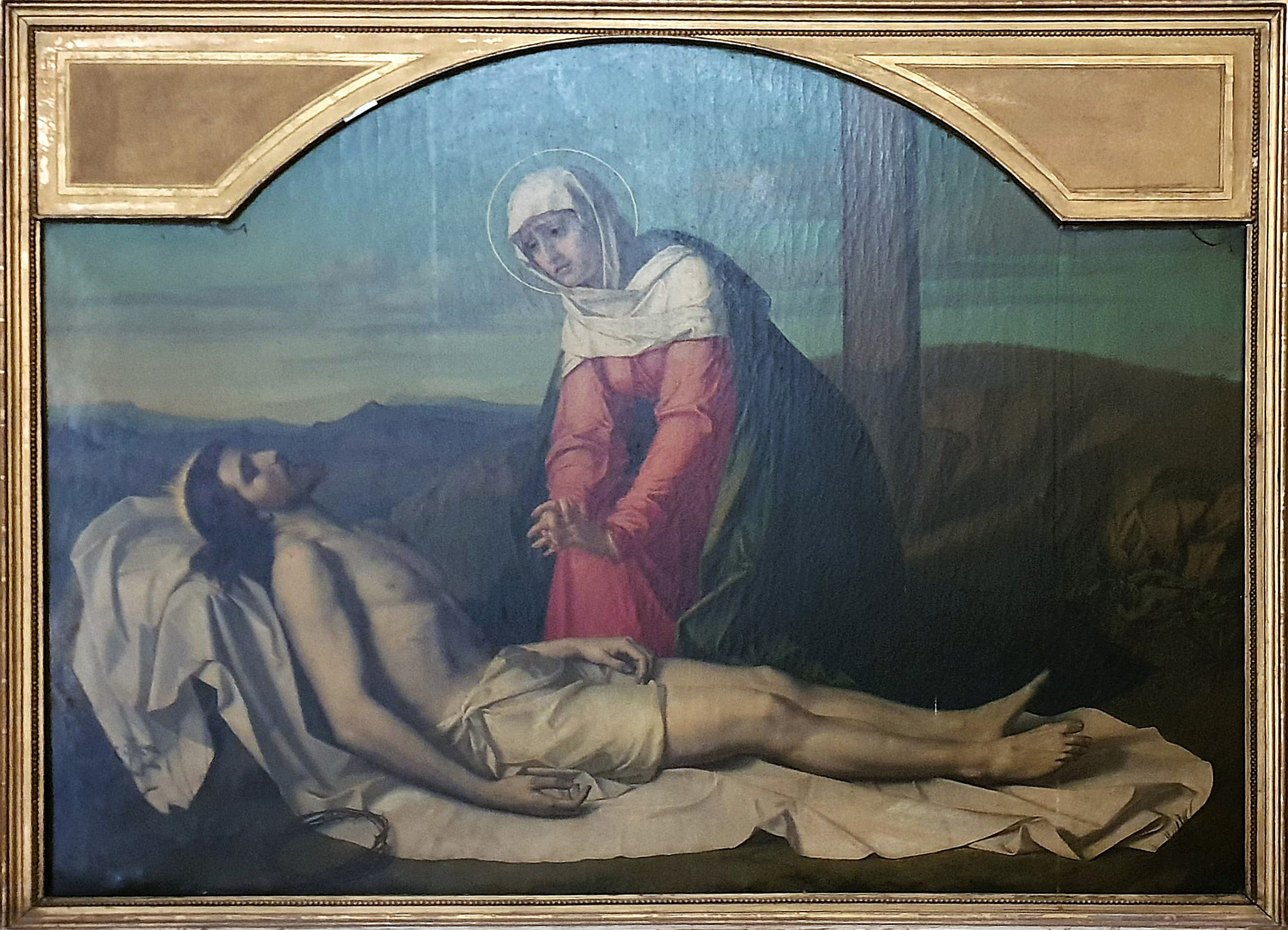
Grottau, „Maria vor dem Leichnam Christi“, 1863
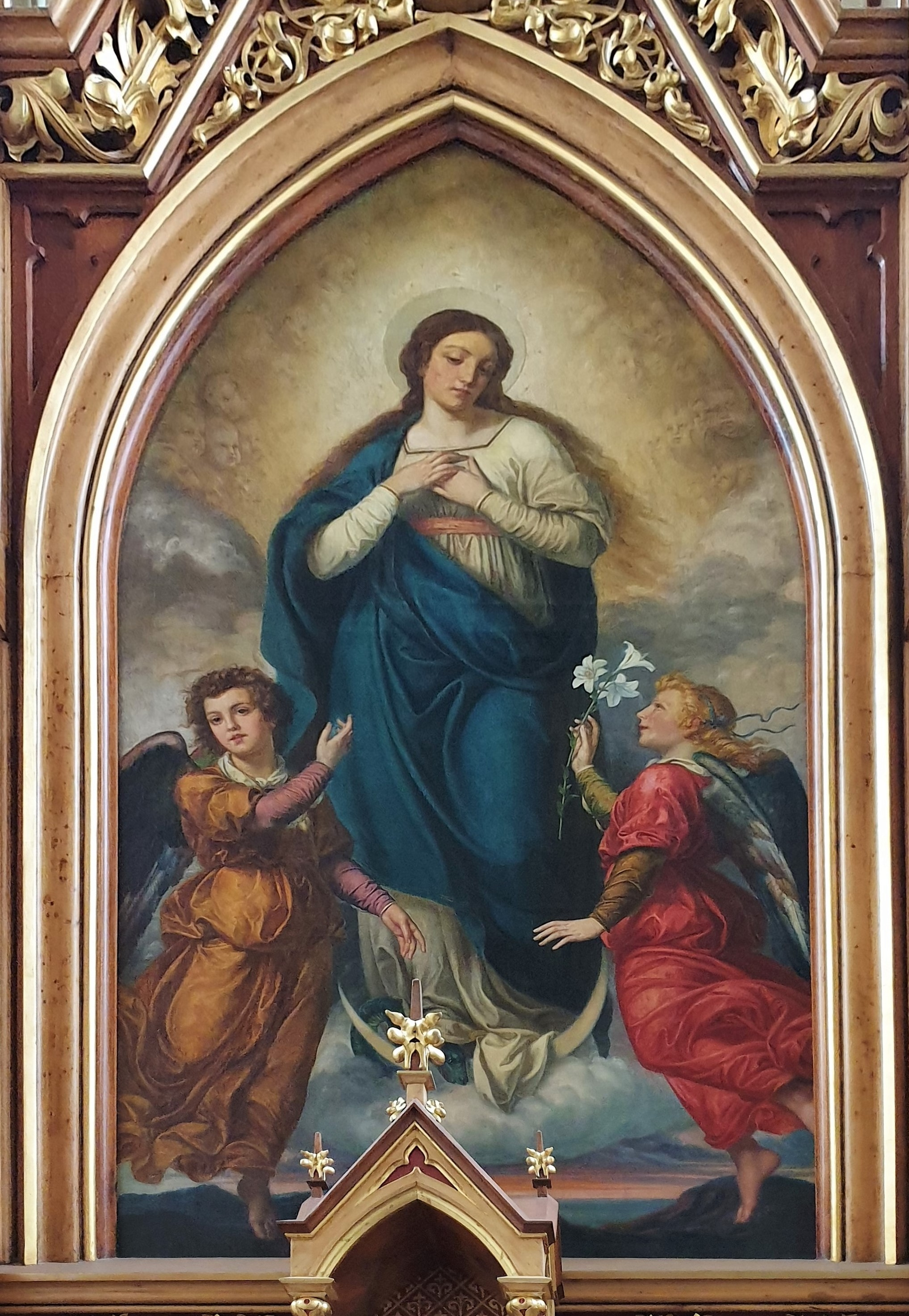
Altargemälde „unbefleckten Empfängnis Maria“, 1868
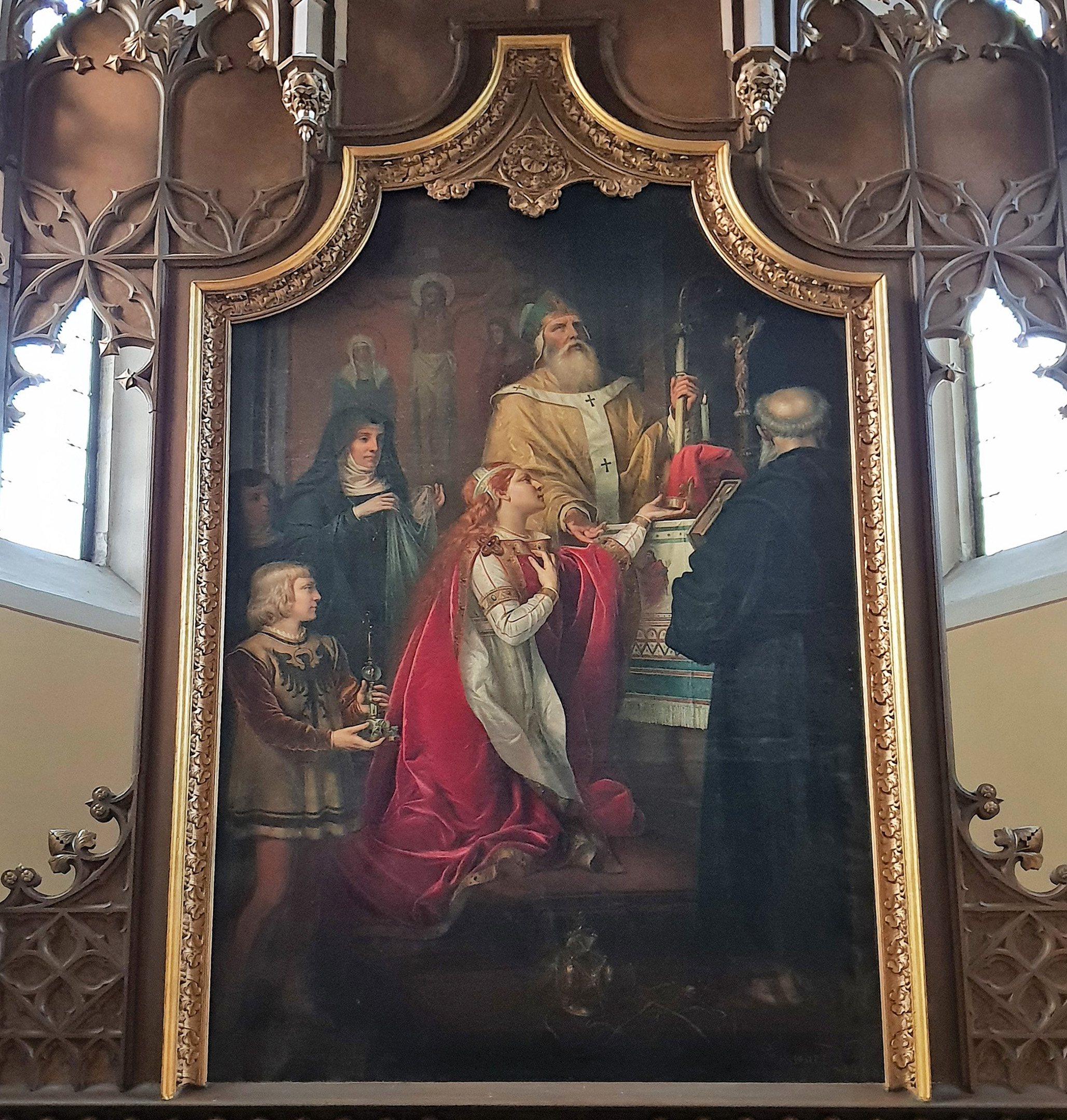
Katholische Pfarrei St. Heinrich und Kunigunde Pirna, Altarbild „Kaiserin Kunigunde entsagt der Krone“, 1868
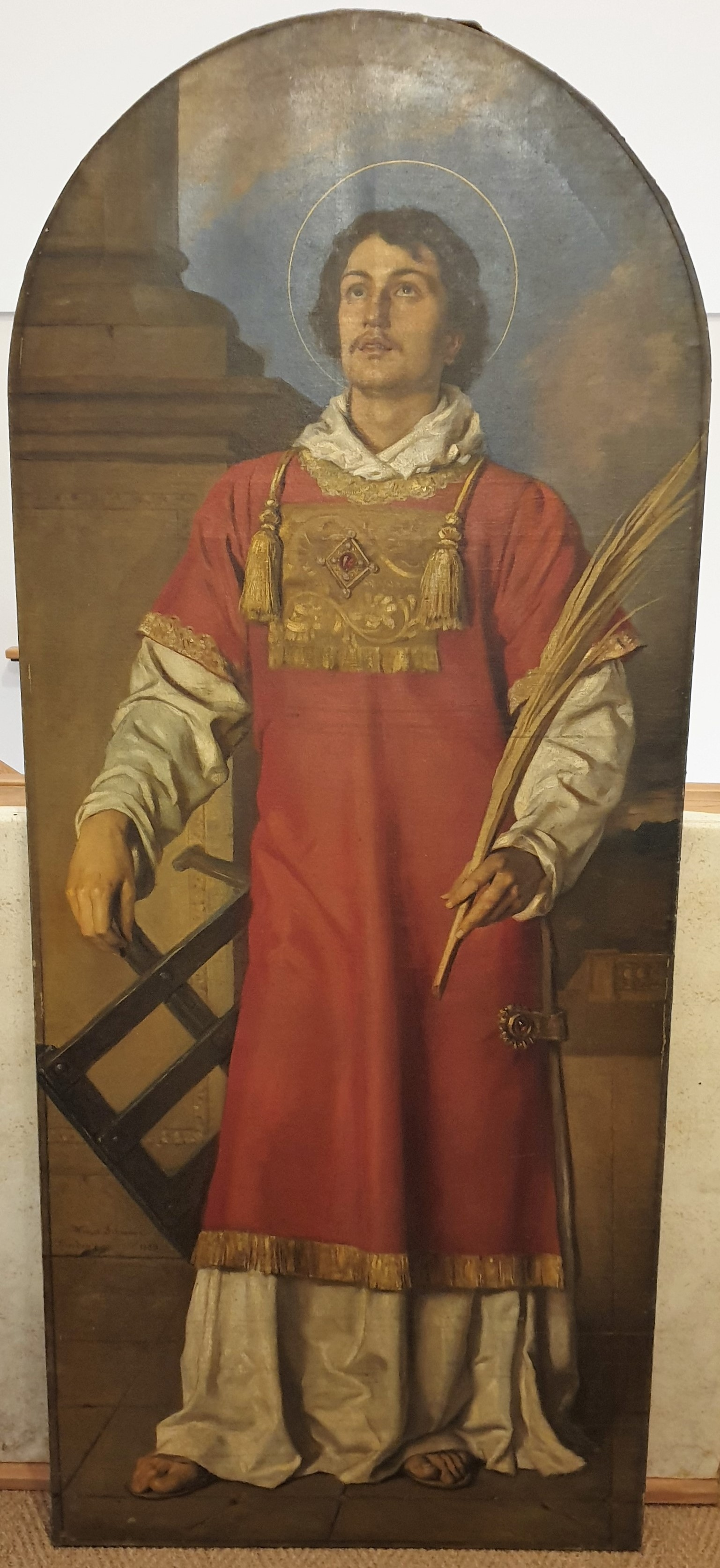
Katholische Pfarrkirche St. Laurentius Radeberg, Altarbild „St. Laurentius“, 1883

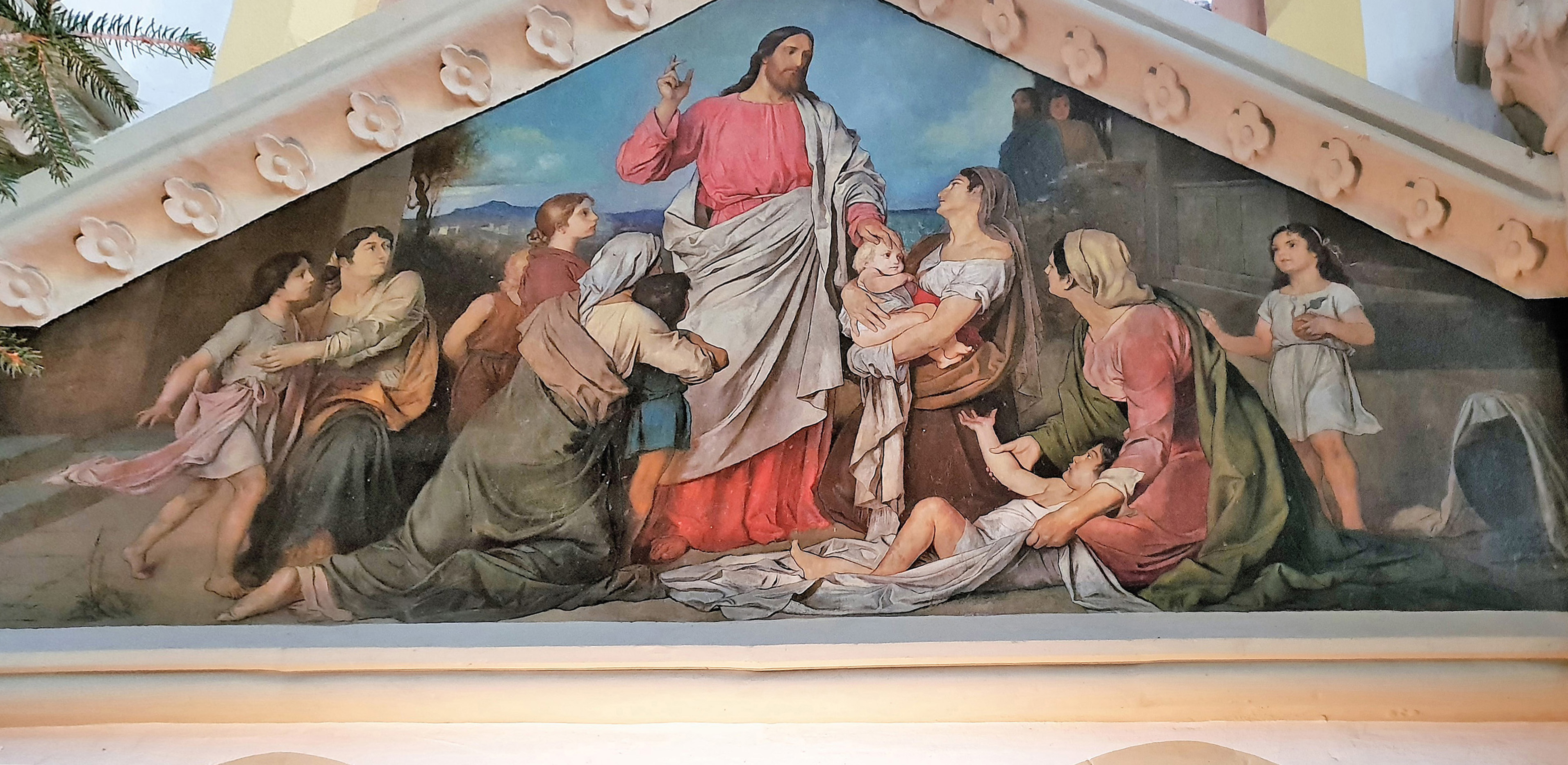
Kirche Großdobritz Altarbild links, 1884
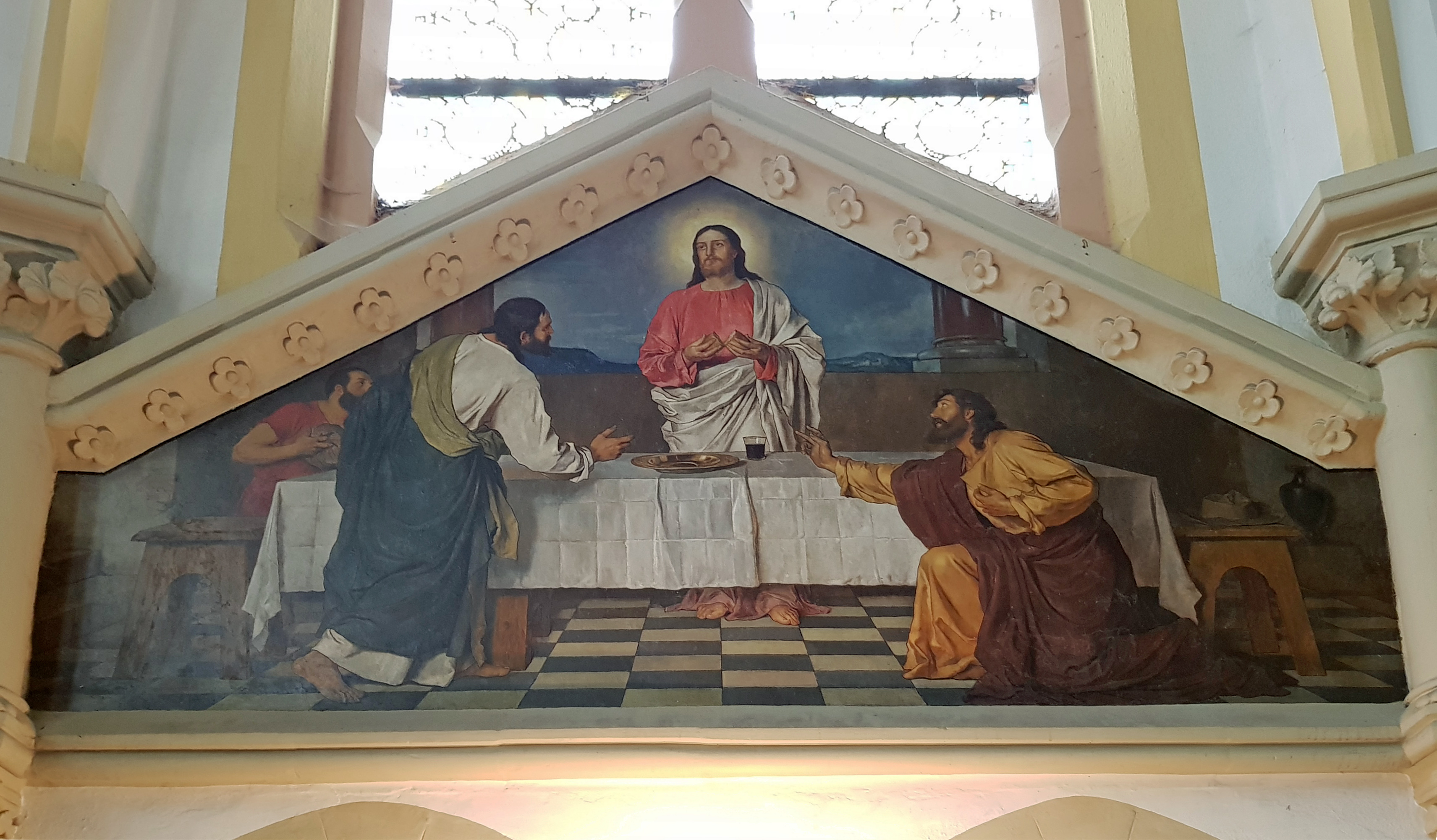
Kirche Großdobritz Altarbild rechts, 1884
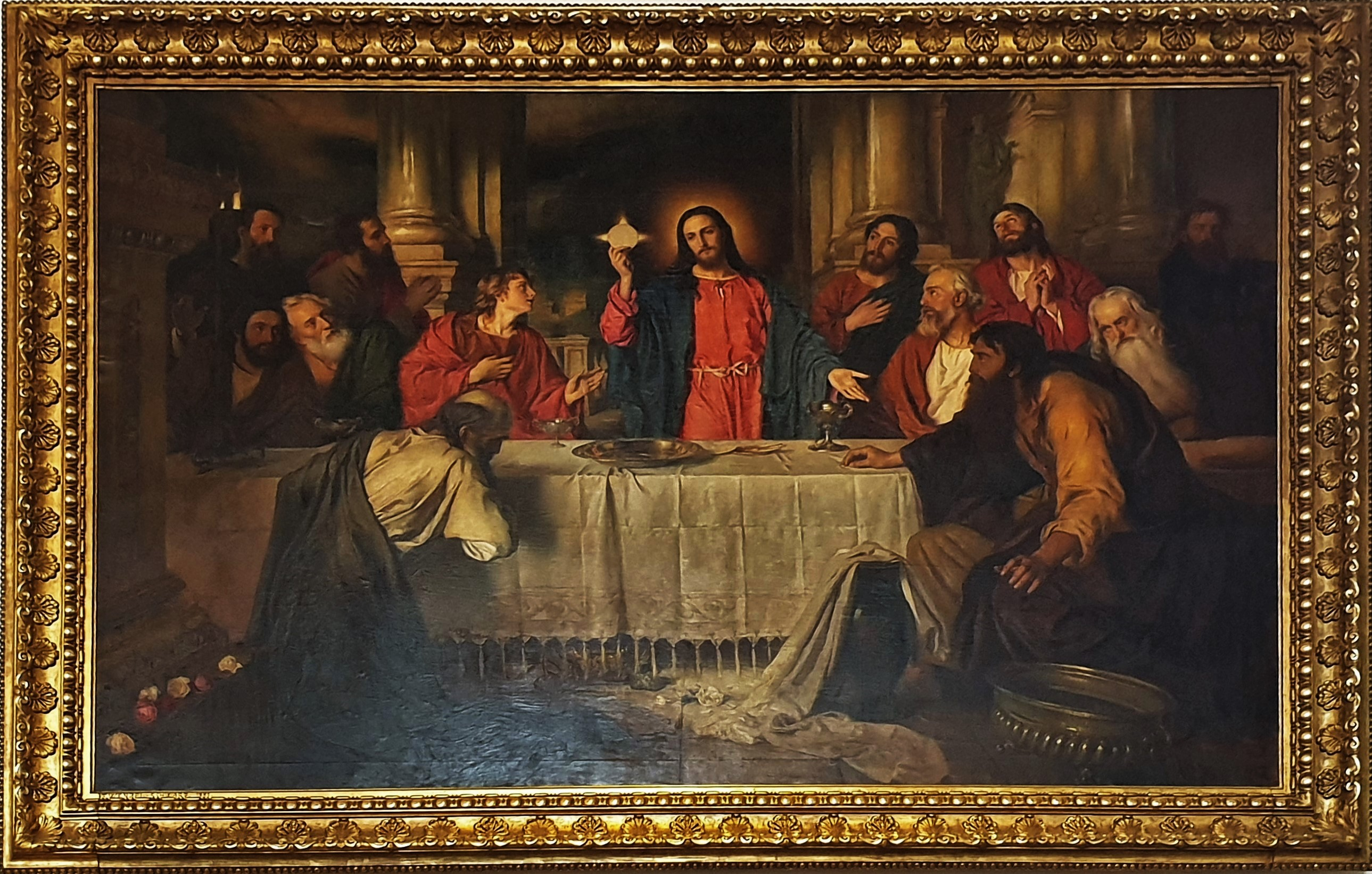
Dom Bautzen, Abendmahl, 1881
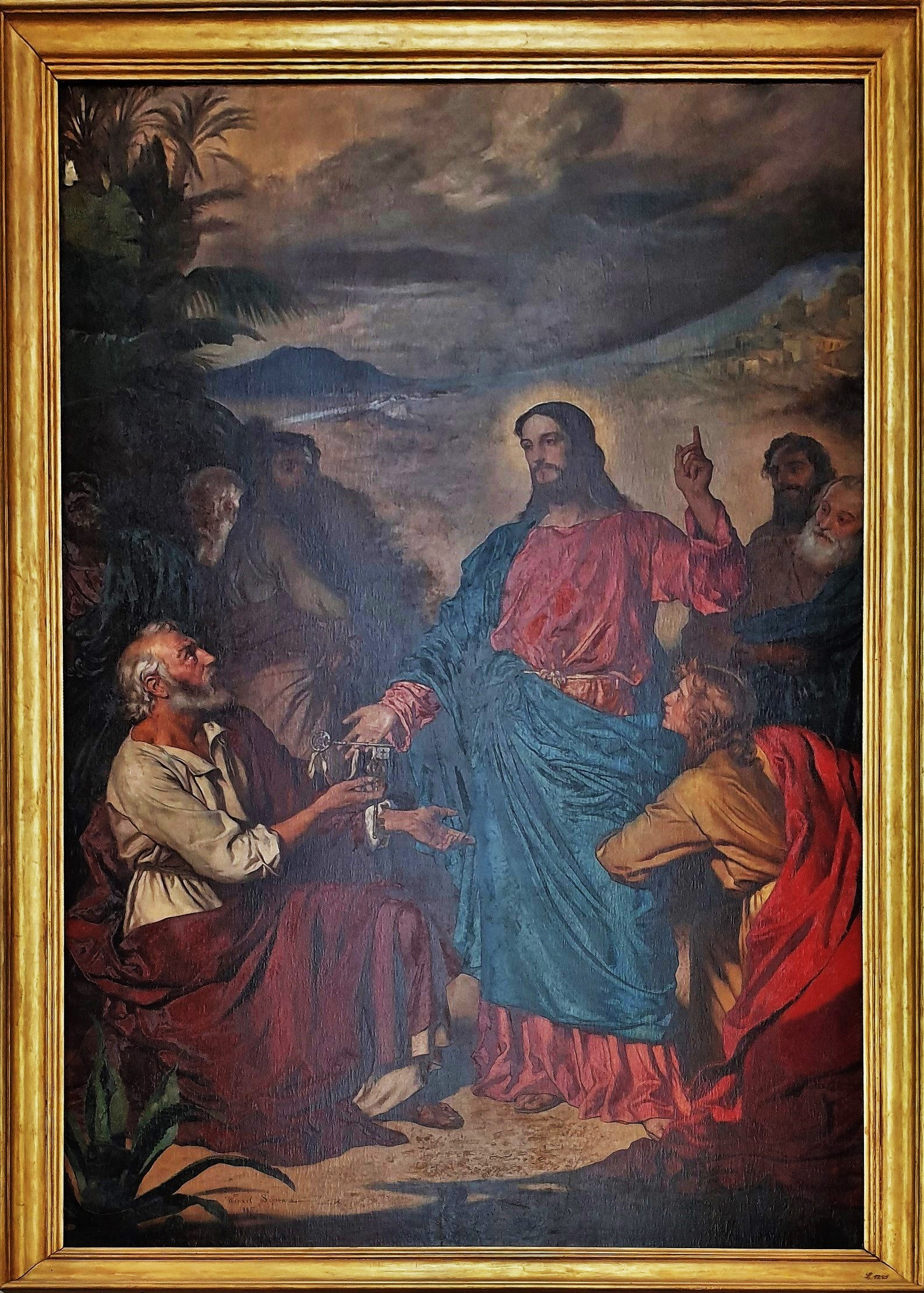
Dom Bautzen, Schlüsselübergabe, 1885

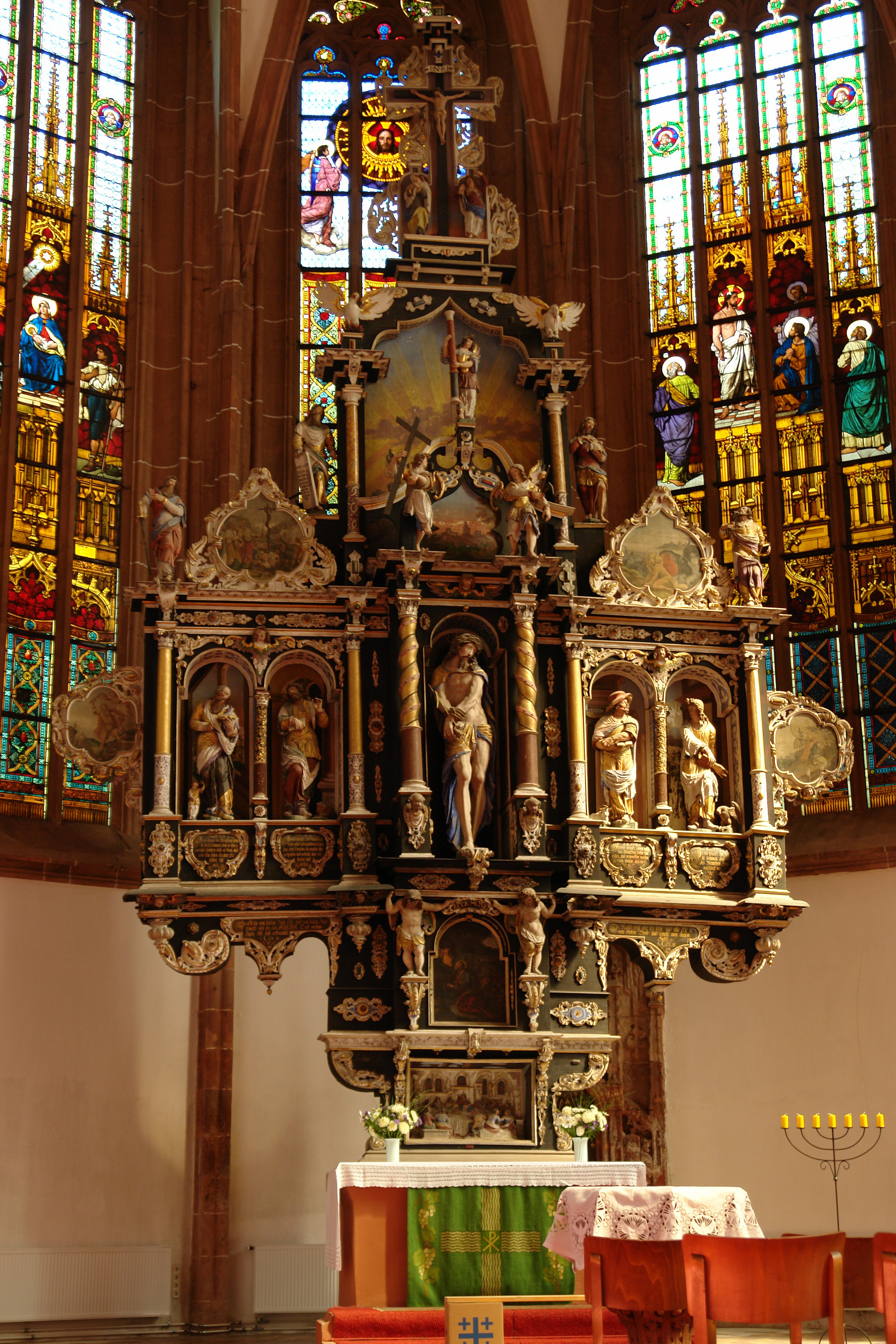
Mittweida-Pfarrkirche Altar, fünf Fenster mit christlichen Themen, 1889
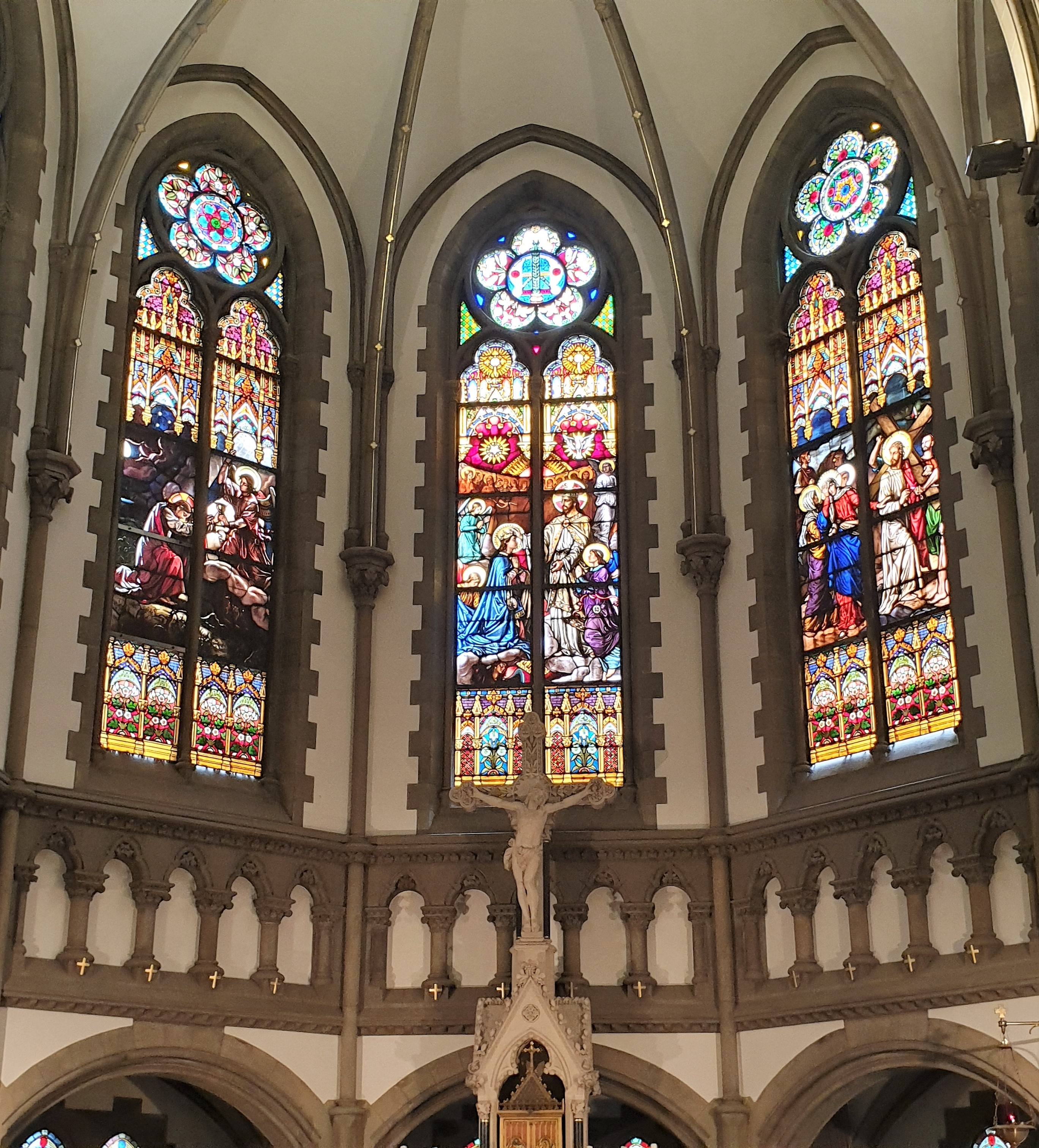
Marienkirche Zittau, drei Fenster mit Szenen aus dem Evangelium, 1890
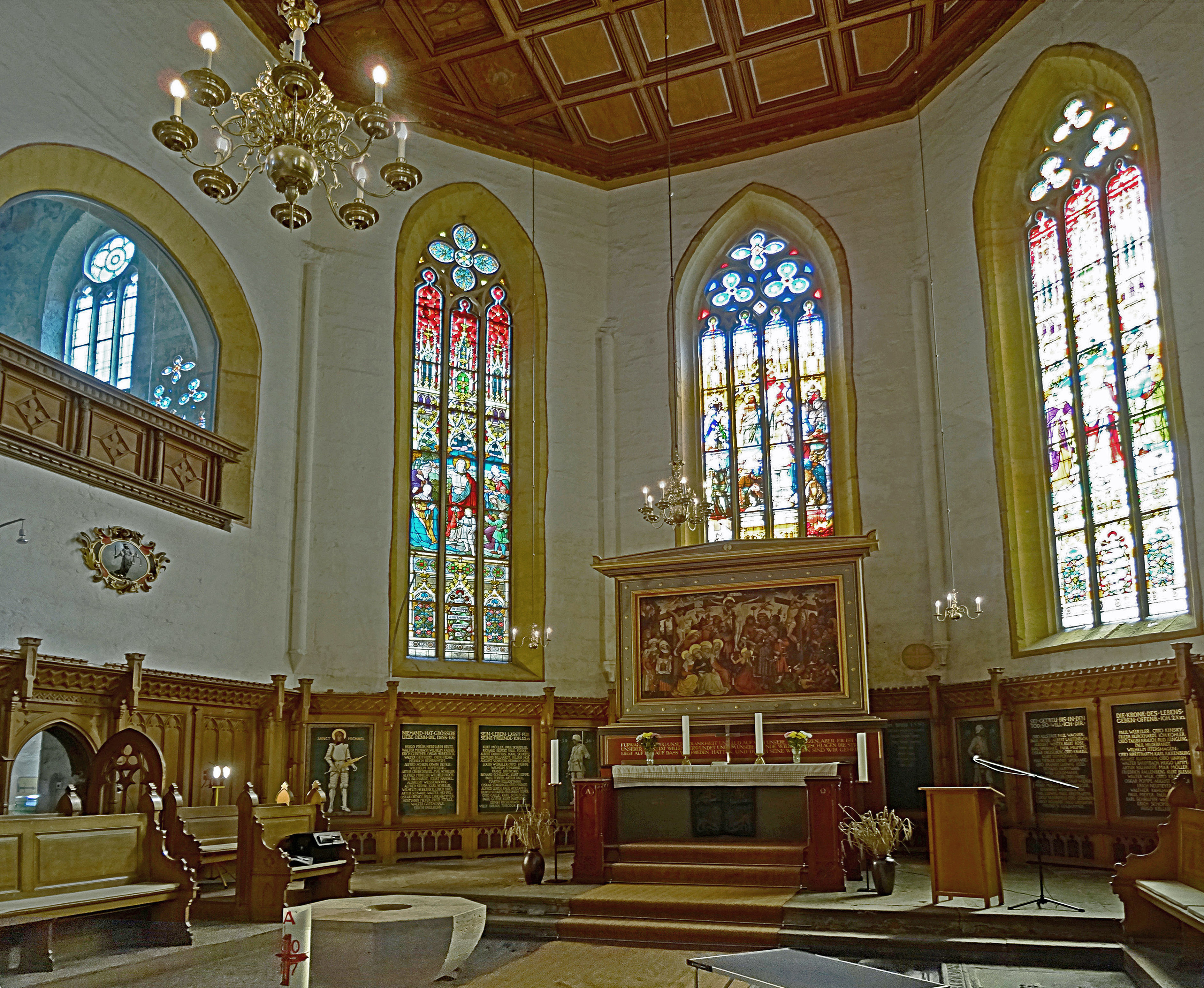
Langensalza Marktkirche, Auferstehung Christ, 1891

### Kunstwerke in Museen
- 1866: Städtische Galerie Dresden, Bildnis der Hofschauspielerin Anna Langenhaun: Öl auf Leinwand, Bildmaß: 127 × 94,5 cm, Inv.-Nr. 1980/k 226. Das Gemälde kam 1911/12 als Schenkung durch Frl. Leopoldine Langenhaun (Schwester der Hofschauspielerin) in die Sammlung. Von Zeit zu Zeit war das Bild auch ausgestellt. Derzeit befindet es sich im Lager.[28]
- Stadtmuseum Neapel im Castel Nuovo, Der Einzug von Garibaldi in Neapel am 7. September 1860[29]
- Städtische Museen Zittau, zwei Kreidezeichnungen:
  - 1880: Studie eines weiblichen Kopfes
  - 1880: Studie für die Hände des Johannes für das 2. Abendmahlbild im Dom zu Bautzen

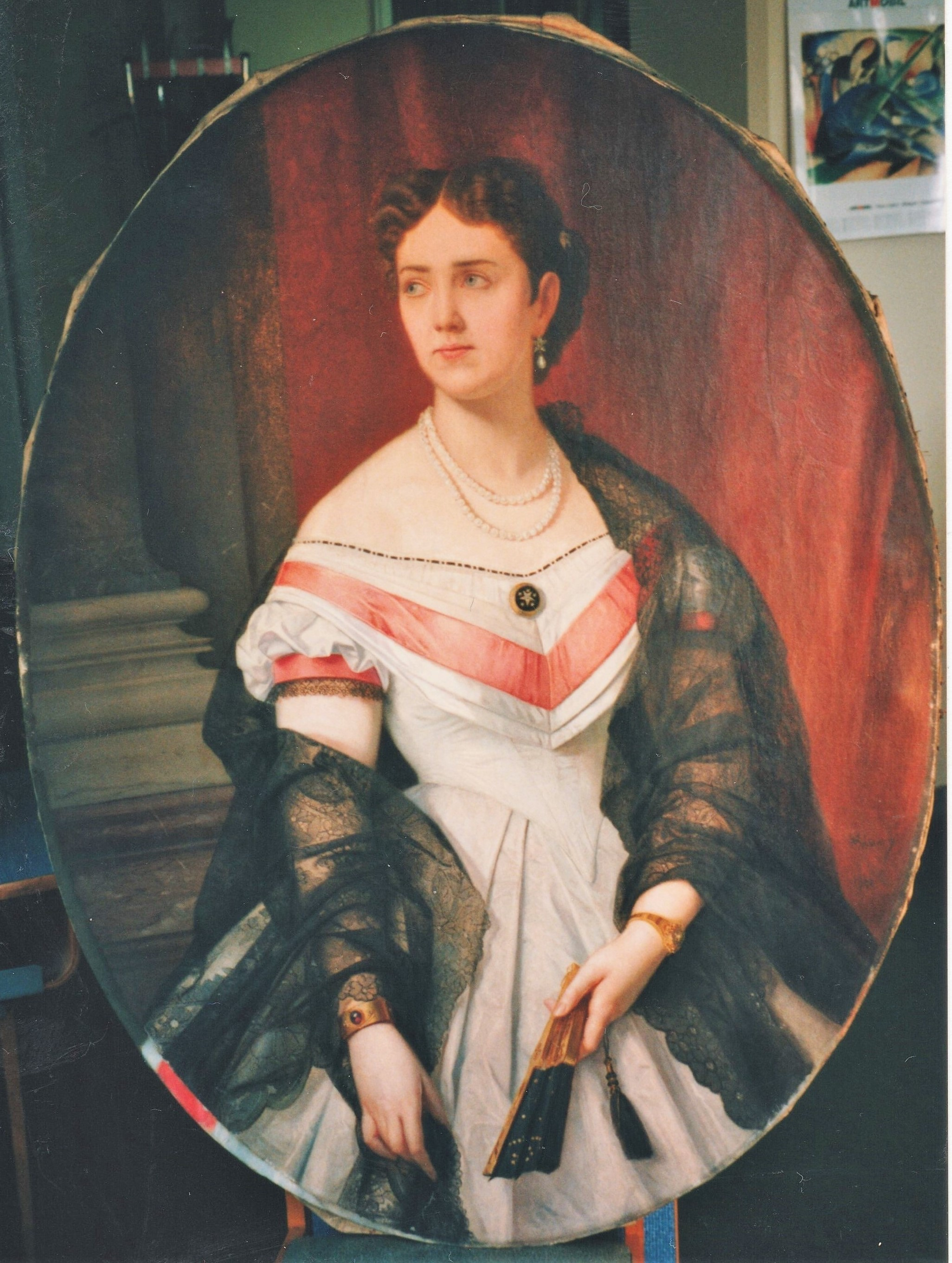
1866, Städtische Galerie Dresden, Bildnis der Hofschauspielerin Anna Langenhaun
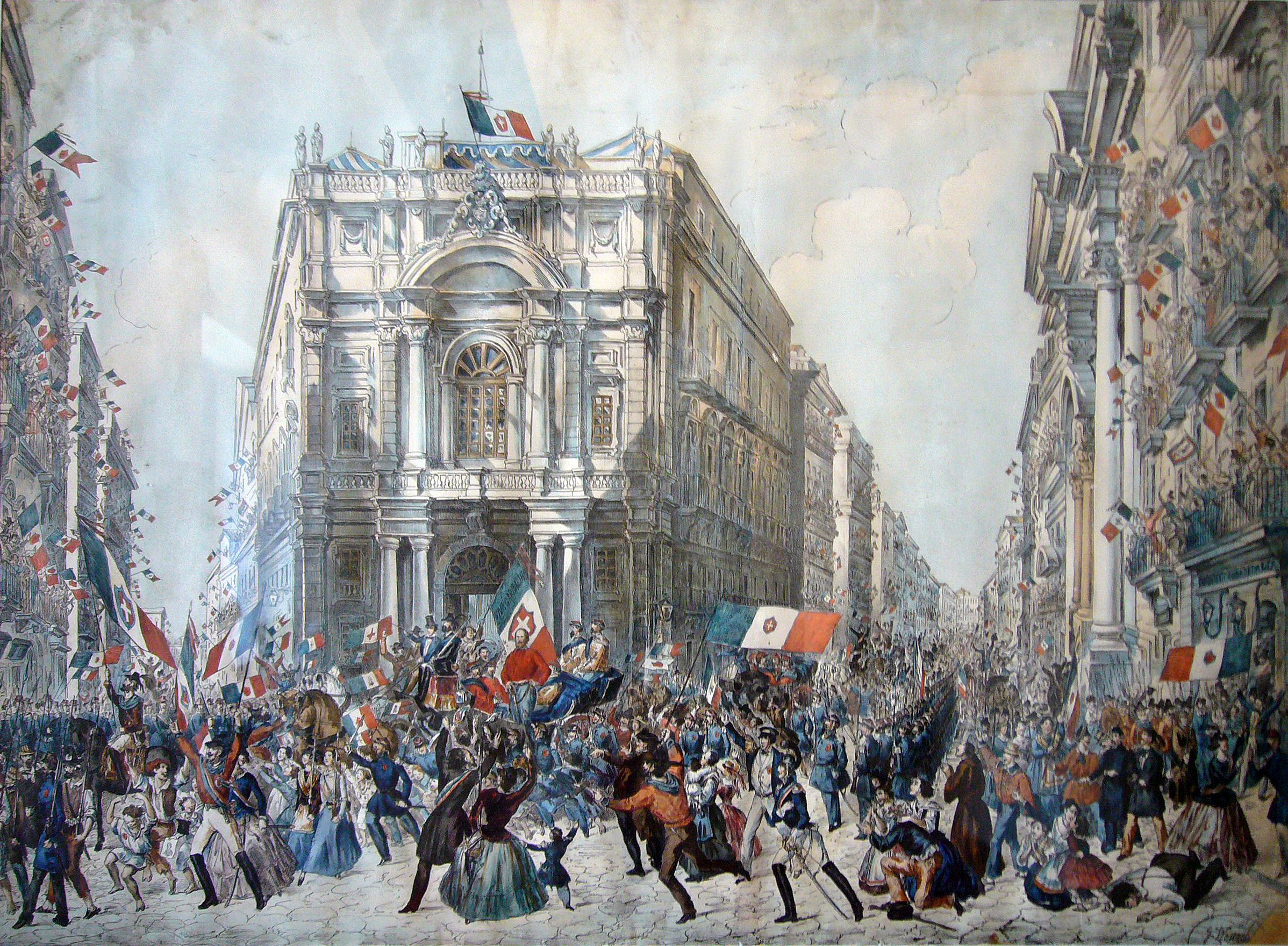
Der Einzug von Garibaldi in Neapel am 7. September 1860

### Gemälde
- 1870: Venetianisches Gelage, Öl auf Leinwand, 110 × 142 cm[9][30]
- 1870: Der erste Unterricht[31][9]
- 1871: Frohe Botschaft[9]
- 1871: Francesca de Rimini[1][9]
- 1872: Brautpaar mit Pfarrer in der Brautstube, Öl auf Leinwand, 61 × 78 cm.[32]
- 1874: Tannhäuser oder Sängerkrieg auf der Wartburg[33][34][1]
- 1882: Porträt einer Jungen Frau, Öl auf Leinwand, ca. 80 × 55 cm
- 1887: Jagd des heil. Hubertus[35]
- 1888: Kaiser Hadrian spricht eine angeklagte Christin frei, Öl auf Leinwand, 350 × 250 cm, 1919 an Herr Direktor Roth in Zwickau in Sachsen übergeben[36][37]
- 1893: Beduinen der Sahara unter Zelten rastend, im Hintergrund einige Kamele, Aquarell[4]
- 1893: Schachspieler (Orientalen), zwei Spieler und drei Zuschauende, Aquarell, 1893 durch den sächsischen Kunstverein an die Kaiserin Friedrich übergeben[4]
- 1892: Friedland mit Schloss Friedland in Böhmen[4][38]
- 1912: Bildnis der ältesten drei Kinder Karls I. von England, als Kopie nach Anton van Dyck (Original in der Gemäldegalerie Alte Meister in Dresden): Signum auf Rahmen, Stempel Königl. Gemäldegalerie Nr. 1033.[39]
- 1913: Maria mit dem Kinde (1913), Öl auf Leinwand, verso auf altem Papier ausführlich von Künstlerhand bezeichnet (signiert und datiert), auf Querstrebe des Keilrahmens bezeichnet (Nach Murillo kopiert von Wenzel Schwarz 1913 und weiter mit Schablone bezeichnet Copie nach No. 705 der Königl. Gemälde-Galerie zu Dresden 1912), ca. 126 × 81 cm[40]
- Sonniger Innenhof mit Viehhändler[41]
- Scene mythologie oder auch Nymphs, Satyrs and Cupids, Kopie nach Hendrik van Balen, 50 × 66 cm[42]

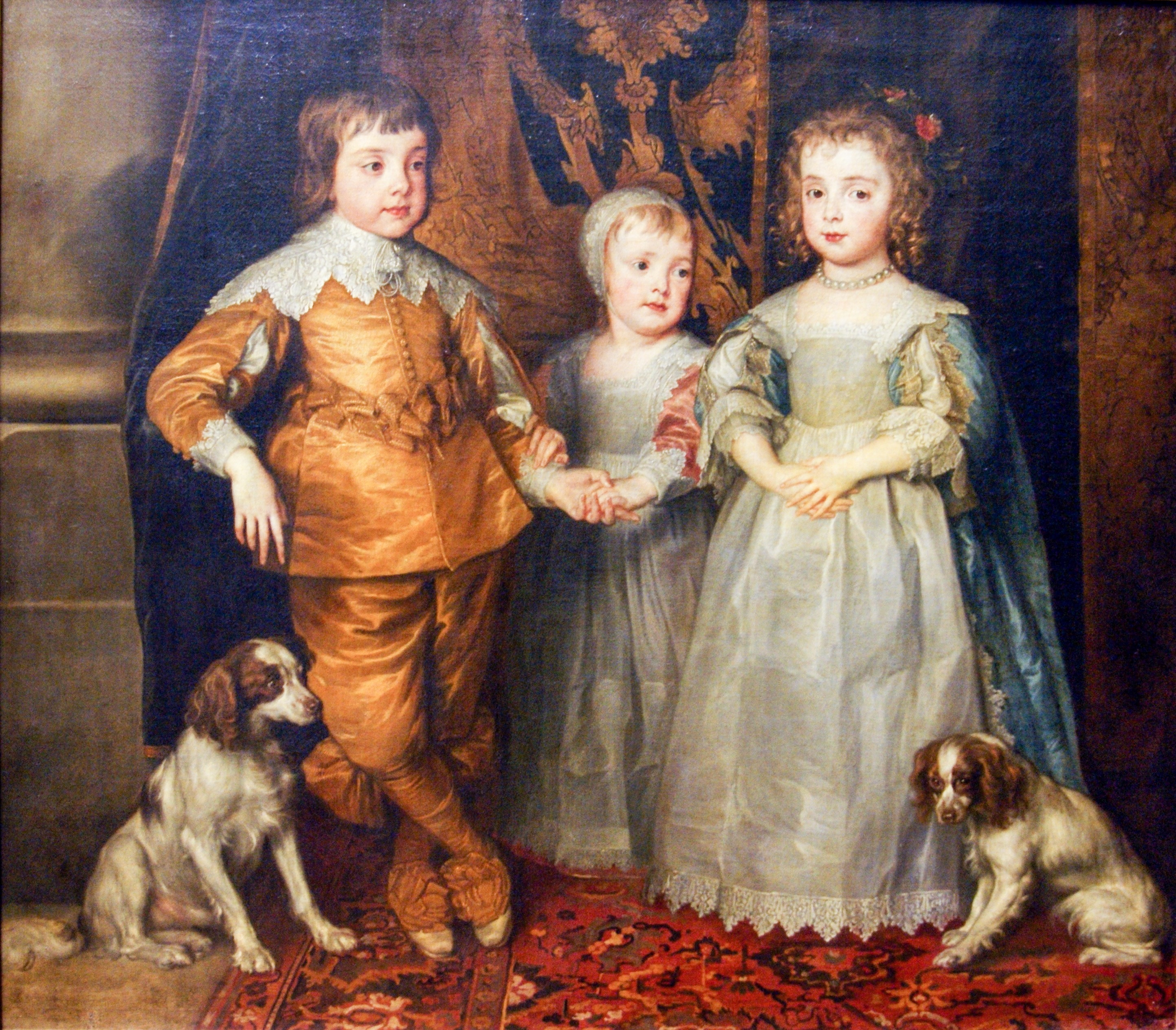
Kopie Bildnis der ältesten drei Kinder Karls I. von England, nach Anthonis van Dyck (1599–1641)
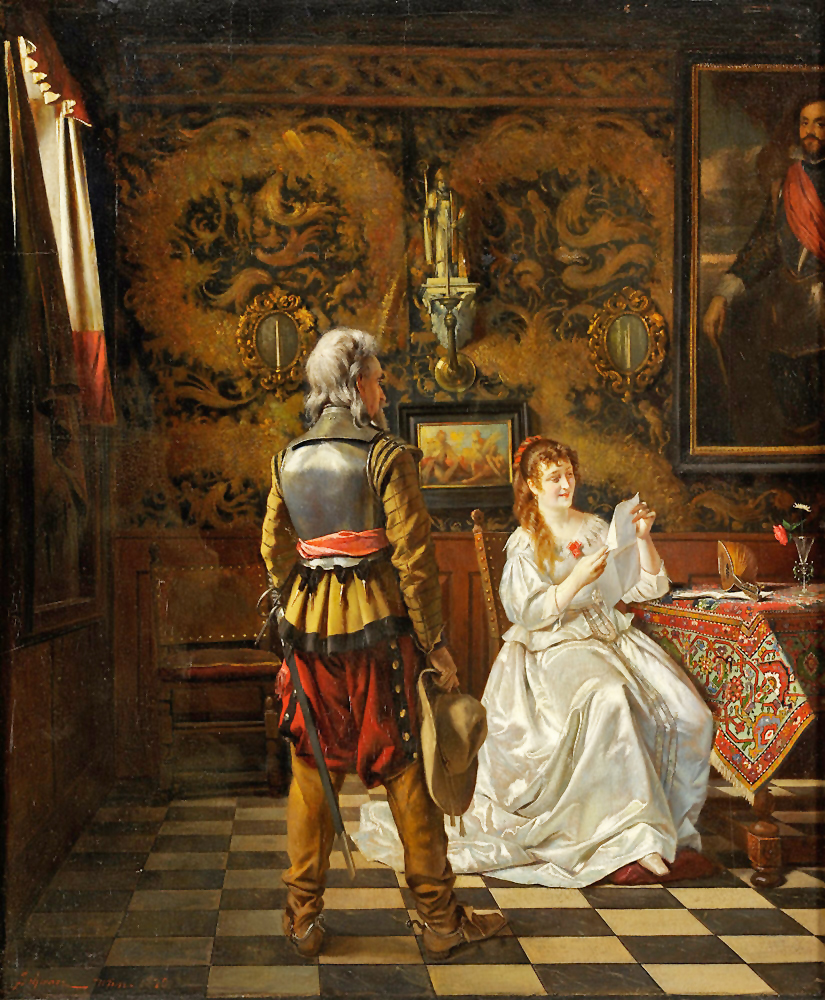
Kopie Frohe Botschaft

### Zerstörte oder verschollene Werke
- Heimatmuseum Grottau: Zwei Kartonbilder bzw. Entwürfe Die Erweckung von Jairi Töchterlein und Die Auferstehung Christi für die Glasfenster in Pulsnitz. Diese waren über 3 Meter hoch und 2 Meter breit. Sie wurden von der Witwe Schwarz 1934 an das Heimatmuseum in Grottau geschenkt. Des Weiteren ein Entwurf des Ölgemäldes Kaiser Hadrian und Schloß Friedland. Diese und zahlreiche Skizzen und Fotos der Werke und auch ein Handabdruck von Wenzel Schwarz sind nach dem Zweiten Weltkrieg verschollen oder zerstört.[43]
- 1882: Glasfenster in der Dorfkirche Großdobritz. Die Fensterrose mit „Christus als Weltheiland thronend“ wurde am Ende des Zweiten Weltkrieges durch Beschuss zerstört. Es gibt ein Entwurfsbild dieses Fensters in den Staatlichen Kunstsammlungen Dresden.[44]
- 1883: Hainitz Kirche: Altarbild Die Heilige Familie, welches Bischof Franz Bernert der Kirche widmete.[45] Das ist beim Neubau verschwunden. Schicksal unbekannt.

### Skulpturen
Zudem erarbeitete er für seinen Bruder Franz Schwarz Entwürfe für dessen bildhauerische Skulpturen. Gezeichnet wurden diese Skulpturen i. d. R. mit „Gebrüder Schwarz“:
- 1876: Friedensengel, Grabmal der Familie Carl Grohmann, Friedhof von Lindava (Lindau), OT von Cvikov (Zwickau in Böhmen): Ausgeführt in Sandstein hat Franz Schwarz hier den Entwurf von Wenzel Schwarz und Robert Henze.[46]

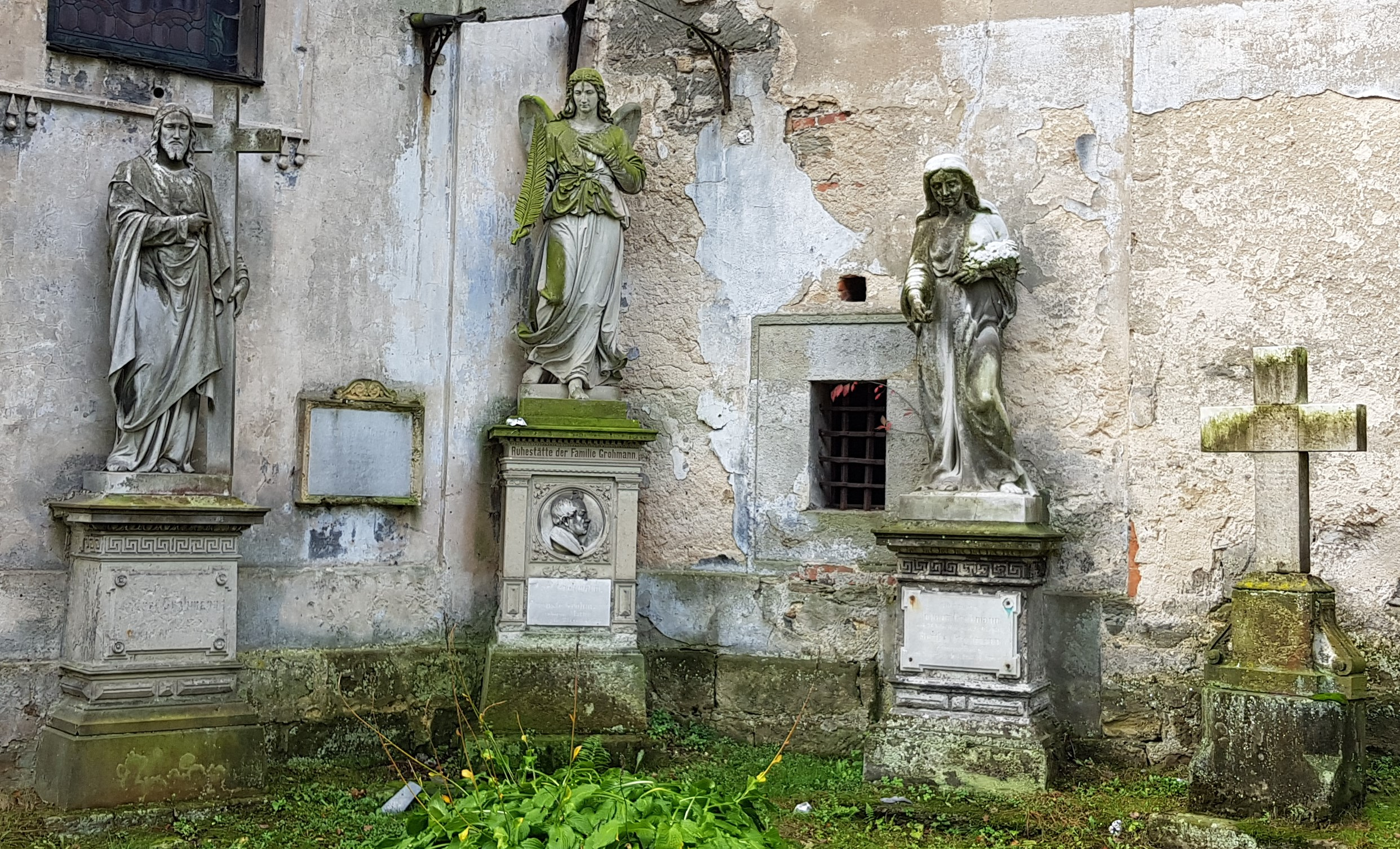
Skulpturengruppe Familiengrabstätte Grohmann
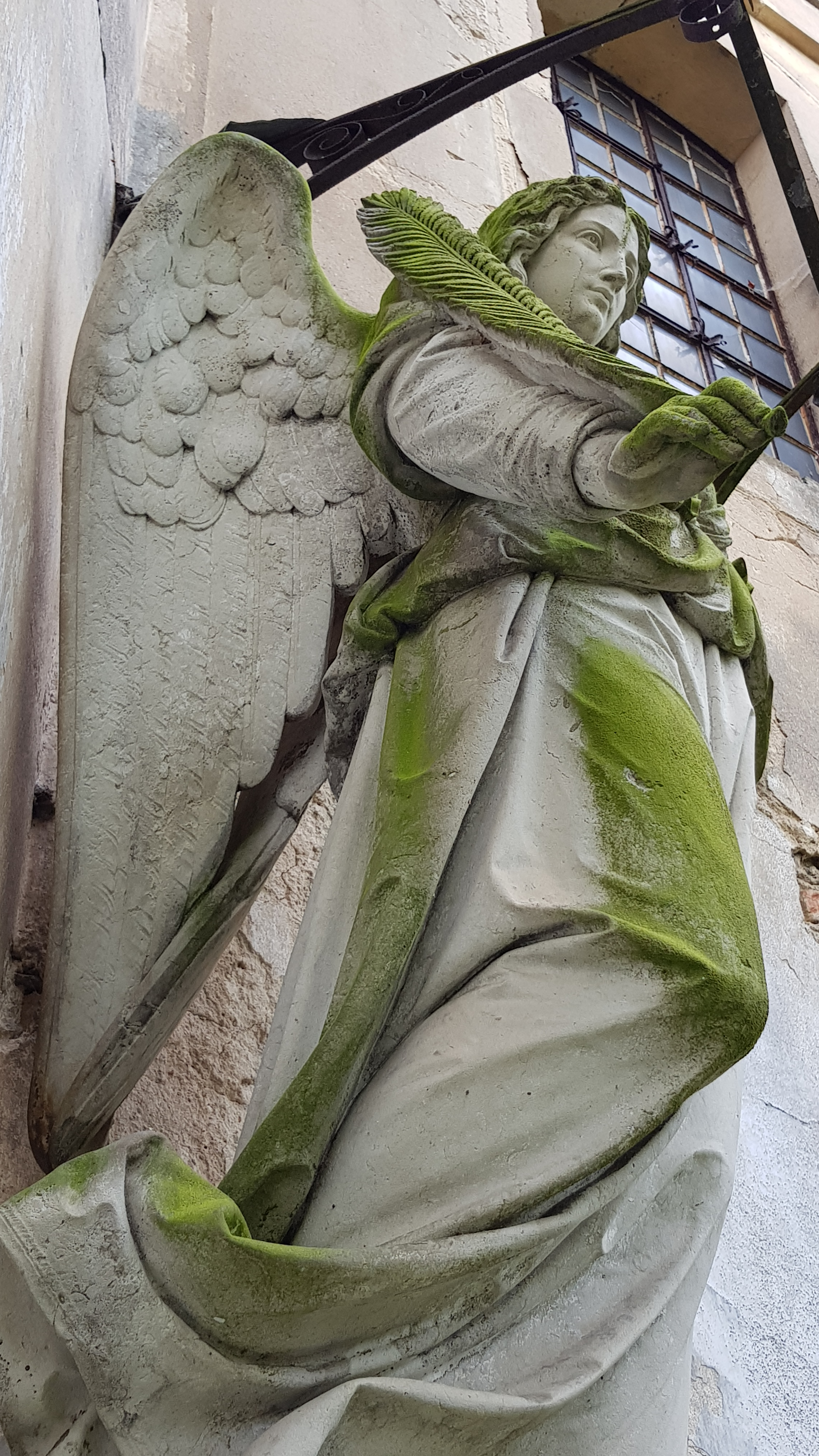
Friedensengel, Gebrüder Schwarz
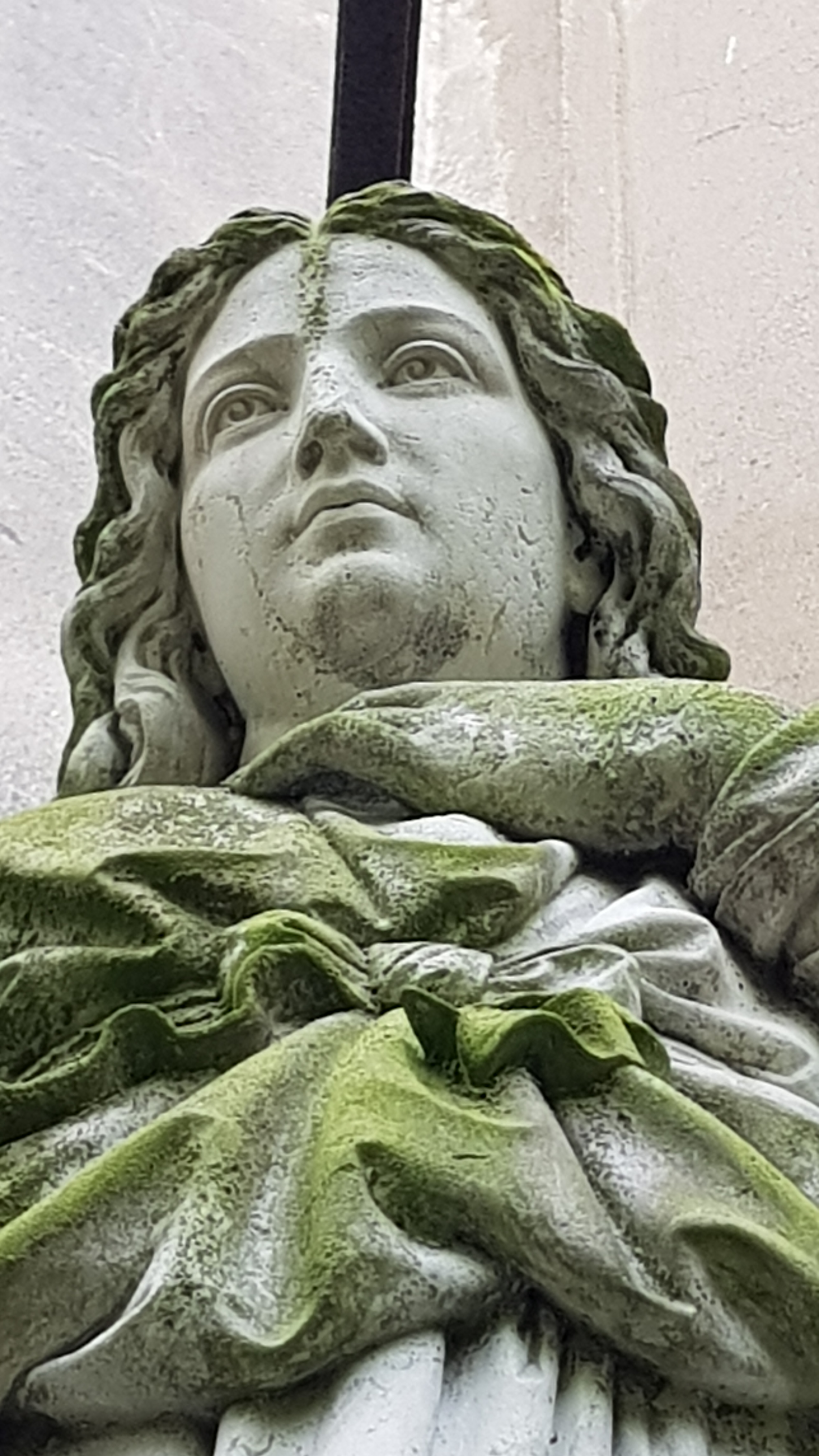
Friedensengel Detailaufnahme
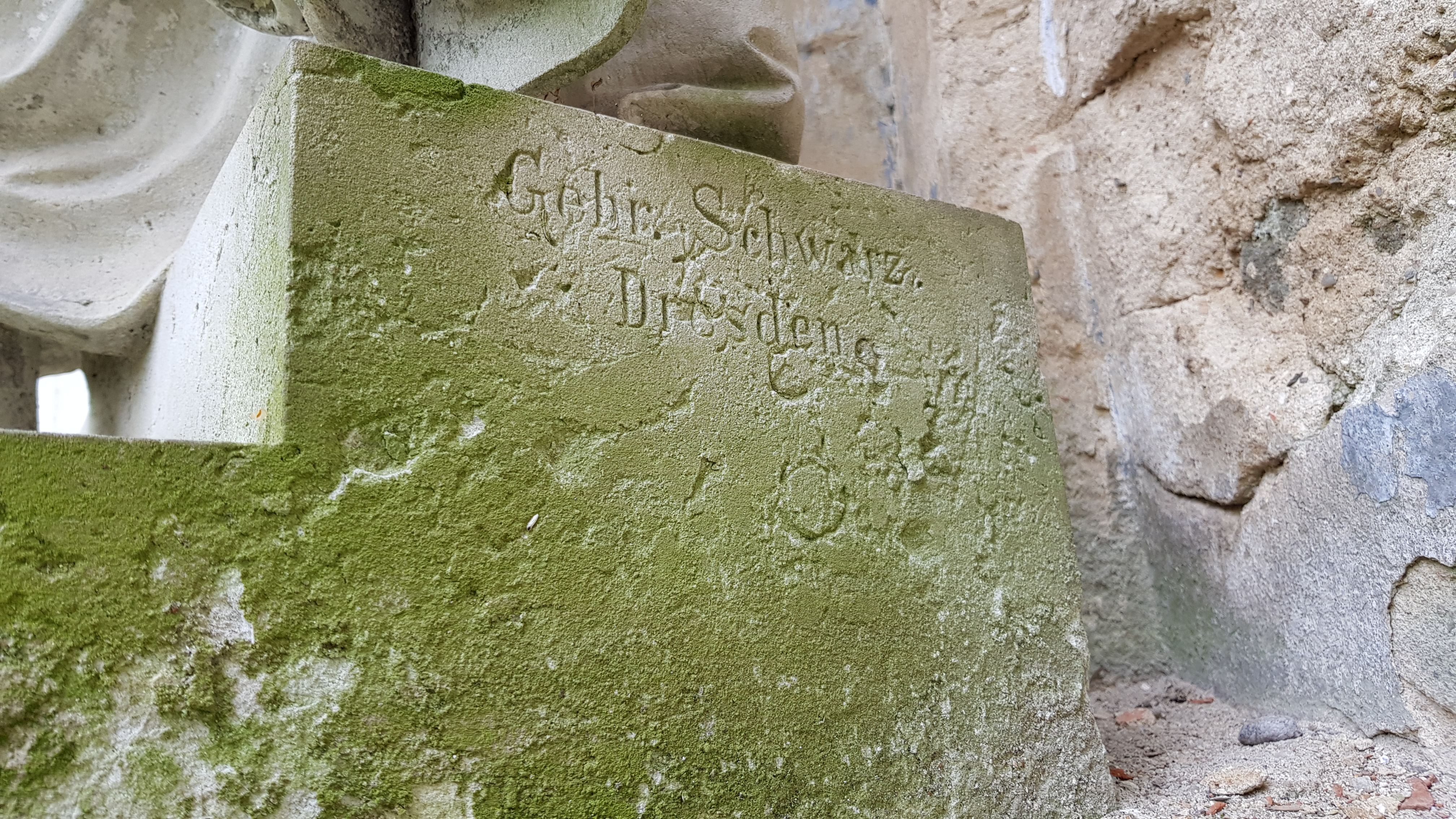
Signatur Gebrüder Schwarz

### Kopieraufträge
Belegt sind folgende Anträge:
- Bildnis der ältesten drei Kinder Karls I. von England (Maler: Anton van Dyck (1599–1641), Kopierantrag Franz Wenzel Schwarz: 12. März 1912, 26. September 1912, 16. Januar 1917)
- Bathseba am Springbrunnen (Maler: Peter Paul Rubens (1577–1640), Kopierantrag Franz Wenzel Schwarz: 17. Mai 1912, 28. April 1914)
- Die heilige Cäcilie (Maler: Carlo Dolci (1616–1686), Kopierantrag Franz Wenzel Schwarz: 18. August 1912)
- Maria mit Kind (Maler: Bartolomé Esteban Murillo (1617–1682), Kopierantrag Franz Wenzel Schwarz: 17. Dezember 1912, 14. Januar 1914)
- Küstenlandschaft mit Acis und Galatea (Maler: Claude Lorrain (1600–1682), Kopierantrag Franz Wenzel Schwarz: 14. Januar 1913)
- Die Sixtinische Madonna (Maler: Raffael (1483–1520), Kopierantrag Franz Wenzel Schwarz: 17. April 1913)
- Bei der Kupplerin (Maler: Johannes Vermeer (1632–1675), Kopierantrag Franz Wenzel Schwarz: 6. Juni 1913, 28. September 1917, 18. Juni 1918)
- Bildnis eines bärtigen Alten im schwarzen Barett (Maler: Harmensz van Rijn Rembrandt (1606–1669), Kopierantrag Franz Wenzel Schwarz: 30. September 1913, 19. Juli 1917)
- Der Eremit (Maler: Salomon Koninck (1609–1656), Kopierantrag Franz Wenzel Schwarz:  21. November 1913)
- Flucht nach Ägypten (Maler: Claude Lorrain (1600–1682), Kopierantrag Franz Wenzel Schwarz: 19. Mai 1915)
- Zigeunerlager (Maler: Philips Wouwerman, Kopierantrag Franz Wenzel Schwarz: 6. Oktober 1915)
- Rast vor der Schänke (Maler: Philips Wouwerman, Kopierantrag Franz Wenzel Schwarz: 18. November 1915)
- Die Madonna della Sedia (Maler: Raffael (1483–1520), Kopierantrag Franz Wenzel Schwarz: 4. Januar 1916, 29. August 1916)
- Kirmes im Wirtshaus zum Halbmond (Maler: David Teniers (II) (1610–1690), Kopierantrag Franz Wenzel Schwarz: 16. Mai 1916)
- Christus mit der Dornenkrone (Maler: Guido Reni (1575–1642), Kopierantrag Franz Wenzel Schwarz: 3. Oktober 1916)
- Eine Gambenspielerin (Barbara Strozzi [1619–1677]) (Maler: Bernardo Strozzi (1581–1644), Kopierantrag Franz Wenzel Schwarz: 15. November 1916)
- Venus und Amor (Maler: Guido Reni (1575–1642), Kopierantrag Franz Wenzel Schwarz:  12. Dezember 1917)
- Maria mit dem Kind, Johannes dem Täufer und der heiligen Katharina (Maler: Palma Il Vecchio, Jacopo (1480–1528), Kopierantrag Franz Wenzel Schwarz: 1. März 1918)
- Jakobs Traum von der Himmelsleiter (Maler: Eeckhout, Gerbrand van den (1621–1674), Kopierantrag Franz Wenzel Schwarz: 29. Mai 1918)